# 切爾沃內 (皮里亞廷市鎮)
50°18′39″N 32°20′56″E / 50.31083°N 32.34889°E
切爾沃內（烏克蘭語：Червоне），是烏克蘭的村落，位於該國中部波爾塔瓦州，由盧布尼區負責管轄，分別距離韋奇爾基5公里和薩西尼夫卡3公里，始建於1919年，面積0.377平方公里，海拔高度118米，2001年人口15。